# تشيتينانغو (نيويورك)
تشيتينانغو (بالإنجليزية: Chittenango, New York)‏ هي منطقة سكنية تقع في الولايات المتحدة في مقاطعة ماديسون، نيويورك. يقدر عدد سكانها بـ 5,081 نسمة وترتفع عن سطح البحر 138.08 متر.

## التركيبة السكانية
حدّد مكتب تعداد الولايات المتحدة بيانات التركيبة السكانية لتشيتينانغو في تعداد الولايات المتحدة. في ما يلي، التركيبة السكانية حسب تعدادي 2000 و2010.

### تعداد عام 2000
بلغ عدد سكان تشيتينانغو 4,855 نسمة بحسب تعداد عام 2000، وبلغ عدد الأسر 1,844 أسرة وعدد العائلات 1,300 عائلة مقيمة في القرية. في حين سجلت الكثافة السكانية 755.1 نسمة لكل كيلومتر مربع (1,955.7/ميل2). وبلغ عدد الوحدات السكنية 1,968 وحدة بمتوسط كثافة قدره 306.1 لكل كيلومتر مربع (792.8/ميل2).
وتوزع التركيب العرقي للقرية بنسبة 97.98% من البيض و0.45% من الأمريكيين الأفارقة و0.29% من الأمريكيين الأصليين و0.31% من الأمريكيين ذوي الأصول الآسيوية و0.16% من الأعراق الأخرى و0.80% من عرقين مختلطين أو أكثر و0.74% من الهسبانيون أو اللاتينيون من أي عرق.
بلغ عدد الأسر 1,844 أسرة كانت نسبة 40.7% منها لديها أطفال تحت سن الثامنة عشر تعيش معهم، وبلغت نسبة الأزواج القاطنين مع بعضهم البعض 55.3% من أصل المجموع الكلي للأسر، ونسبة 11.4% من الأسر كان لديها معيلات من الإناث دون وجود شريك، بينما كانت نسبة 3.7% من الأسر لديها معيلون من الذكور دون وجود شريكة وكانت نسبة 29.5% من غير العائلات. تألفت نسبة 24.5% من أصل جميع الأسر من عدة أفراد يعيشون في نفس المنزل ونسبة 9.4% كانت تتألف من شخص يعيش بمفرده يبلغ من العمر 65 عاماً أو أكثر. وبلغ متوسط حجم الأسرة المعيشية 2.59، أما متوسط حجم العائلات فبلغ 3.09.
بلغ العمر الوسطي للسكان 36.0 عاماً. وكانت نسبة 28.8% من القاطنين تحت سن الثامنة عشر، وكانت نسبة 6.6% بين الثامنة عشر والرابعة والعشرين عاماً، ونسبة 30.7% كانت واقعةً في الفئة العمرية ما بين الخامسة والعشرين والرابعة والأربعين عاماً، ونسبة 21.4% كانت ما بين الخامسة والأربعين والرابعة والستين، ونسبة 10.8% كانت ضمن فئة الخامسة والستين عاماً فما فوق. يوجد لكل 100 أنثى 90.6 ذكر، ويوجد لكل 100 أنثى في الثامنة عشر من عمرها فما فوق 91.1 ذكر.
بلغ متوسط دخل الأسرة في القرية 43,750 دولارًا، أما متوسط دخل العائلة فبلغ 50,179 دولارًا. وكان متوسط دخل الذكور 34,787 دولارًا مقابل 25,902 دولارًا للإناث. وسجل دخل الفرد الخاص بالقرية 20,014 دولارًا. وكانت نسبة 4.1% من العائلات ونسبة 6.2% من السكان تحت خط الفقر، وكان من هؤلاء نسبة 8.4% تحت سن الثامنة عشر ونسبة 8.8% في الخامسة والستين من العمر وما فوق.

### تعداد عام 2010
بلغ عدد سكان تشيتينانغو 5,081 نسمة بحسب تعداد عام 2010، وبلغ عدد الأسر 1,993 أسرة وعدد العائلات 1,380 عائلة مقيمة في القرية. في حين سجلت الكثافة السكانية 790.2 نسمة لكل كيلومتر مربع (2,046.6/ميل2). وبلغ عدد الوحدات السكنية 2,085 وحدة بمتوسط كثافة قدره 324.3 لكل كيلومتر مربع (839.9/ميل2).
وتوزع التركيب العرقي للقرية بنسبة 96.16% من البيض و1.06% من الأمريكيين الأفارقة و0.67% من الأمريكيين الأصليين و0.45% من الأمريكيين ذوي الأصول الآسيوية و0.10% من الأعراق الأخرى و1.55% من عرقين مختلطين أو أكثر و1.75% من الهسبانيون أو اللاتينيون من أي عرق.
بلغ عدد الأسر 1,993 أسرة كانت نسبة 35.2% منها لديها أطفال تحت سن الثامنة عشر تعيش معهم، وبلغت نسبة الأزواج القاطنين مع بعضهم البعض 52.1% من أصل المجموع الكلي للأسر، ونسبة 13.3% من الأسر كان لديها معيلات من الإناث دون وجود شريك، بينما كانت نسبة 3.8% من الأسر لديها معيلون من الذكور دون وجود شريكة وكانت نسبة 30.8% من غير العائلات. تألفت نسبة 24.2% من أصل جميع الأسر من عدة أفراد يعيشون في نفس المنزل ونسبة 9.7% كانت تتألف من شخص يعيش بمفرده يبلغ من العمر 65 عاماً أو أكثر. وبلغ متوسط حجم الأسرة المعيشية 2.51، أما متوسط حجم العائلات فبلغ 2.97.
بلغ العمر الوسطي للسكان 39.8 عاماً. وكانت نسبة 25% من القاطنين تحت سن الثامنة عشر، وكانت نسبة 7.1% بين الثامنة عشر والرابعة والعشرين عاماً، ونسبة 26.1% كانت واقعةً في الفئة العمرية ما بين الخامسة والعشرين والرابعة والأربعين عاماً، ونسبة 28.8% كانت ما بين الخامسة والأربعين والرابعة والستين، ونسبة 13% كانت ضمن فئة الخامسة والستين عاماً فما فوق. وتوزع التركيب الجنسي للسكان بنسبة 47.1% ذكور و52.9% إناث.

## المناخ
يظهر الجدول التالي التغييرات المناخية على مدار السنة لتشيتينانغو:
| البيانات المناخية لـتشيتينانغو    | البيانات المناخية لـتشيتينانغو | البيانات المناخية لـتشيتينانغو | البيانات المناخية لـتشيتينانغو | البيانات المناخية لـتشيتينانغو | البيانات المناخية لـتشيتينانغو | البيانات المناخية لـتشيتينانغو | البيانات المناخية لـتشيتينانغو | البيانات المناخية لـتشيتينانغو | البيانات المناخية لـتشيتينانغو | البيانات المناخية لـتشيتينانغو | البيانات المناخية لـتشيتينانغو | البيانات المناخية لـتشيتينانغو | البيانات المناخية لـتشيتينانغو |
| الشهر                             | يناير                          | فبراير                         | مارس                           | أبريل                          | مايو                           | يونيو                          | يوليو                          | أغسطس                          | سبتمبر                         | أكتوبر                         | نوفمبر                         | ديسمبر                         | المعدل السنوي                  |
| --------------------------------- | ------------------------------ | ------------------------------ | ------------------------------ | ------------------------------ | ------------------------------ | ------------------------------ | ------------------------------ | ------------------------------ | ------------------------------ | ------------------------------ | ------------------------------ | ------------------------------ | ------------------------------ |
| الدرجة القصوى °ف (°م)             | 70 (21)                        | 69 (21)                        | 87 (31)                        | 92 (33)                        | 96 (36)                        | 100 (38)                       | 102 (39)                       | 101 (38)                       | 98 (37)                        | 87 (31)                        | 81 (27)                        | 72 (22)                        | 102 (39)                       |
| متوسط درجة الحرارة الكبرى °ف (°م) | 31 (−1)                        | 34 (1)                         | 43 (6)                         | 56 (13)                        | 68 (20)                        | 77 (25)                        | 82 (28)                        | 80 (27)                        | 71 (22)                        | 60 (16)                        | 47 (8)                         | 36 (2)                         | 57 (14)                        |
| متوسط درجة الحرارة الصغرى °ف (°م) | 14 (−10)                       | 16 (−9)                        | 24 (−4)                        | 35 (2)                         | 46 (8)                         | 55 (13)                        | 60 (16)                        | 59 (15)                        | 51 (11)                        | 40 (4)                         | 32 (0)                         | 21 (−6)                        | 38 (3)                         |
| أدنى درجة حرارة °ف (°م)           | −26 (−32)                      | −26 (−32)                      | −16 (−27)                      | 7 (−14)                        | 25 (−4)                        | 34 (1)                         | 44 (7)                         | 38 (3)                         | 25 (−4)                        | 18 (−8)                        | 4 (−16)                        | −26 (−32)                      | −26 (−32)                      |
| الهطول إنش (مم)                   | 2.60 (66)                      | 2.12 (54)                      | 3.02 (77)                      | 3.39 (86)                      | 3.39 (86)                      | 3.71 (94)                      | 4.02 (102)                     | 3.56 (90)                      | 4.15 (105)                     | 3.20 (81)                      | 3.77 (96)                      | 3.12 (79)                      | 40.05 (1٬016)                  |
| المصدر: weather.com               |                                |                                |                                |                                |                                |                                |                                |                                |                                |                                |                                |                                |                                |

## معرض صور

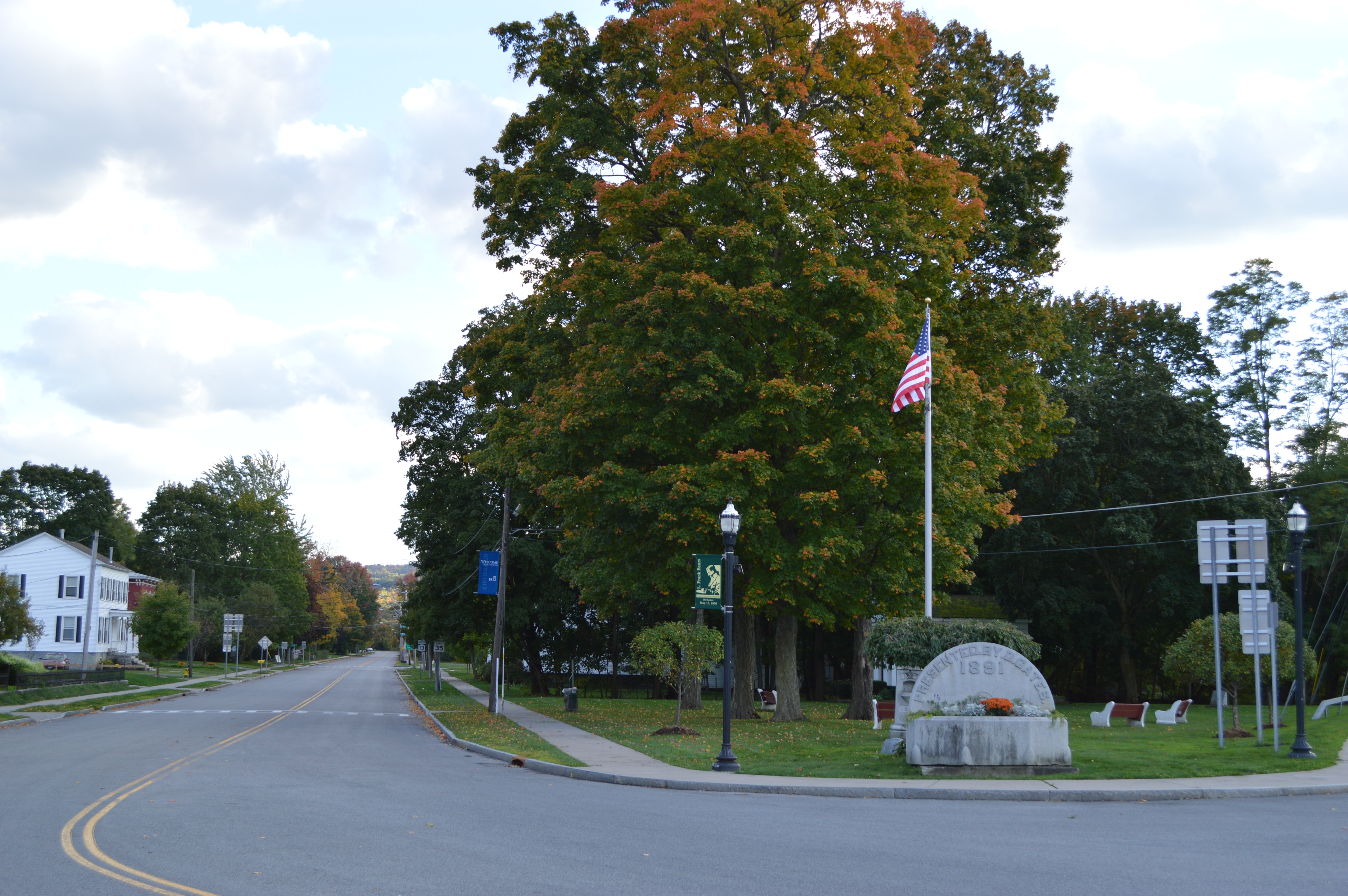
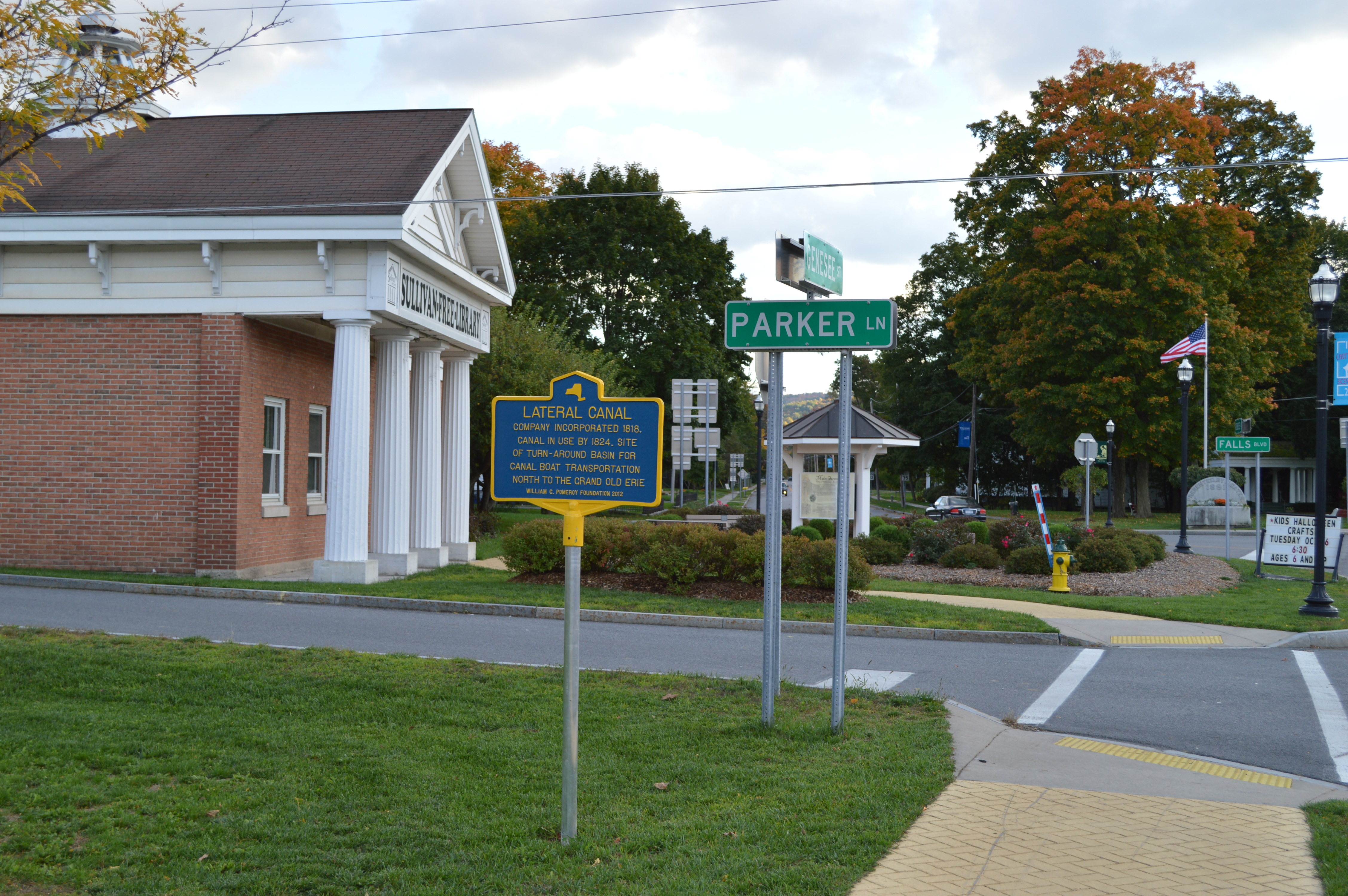
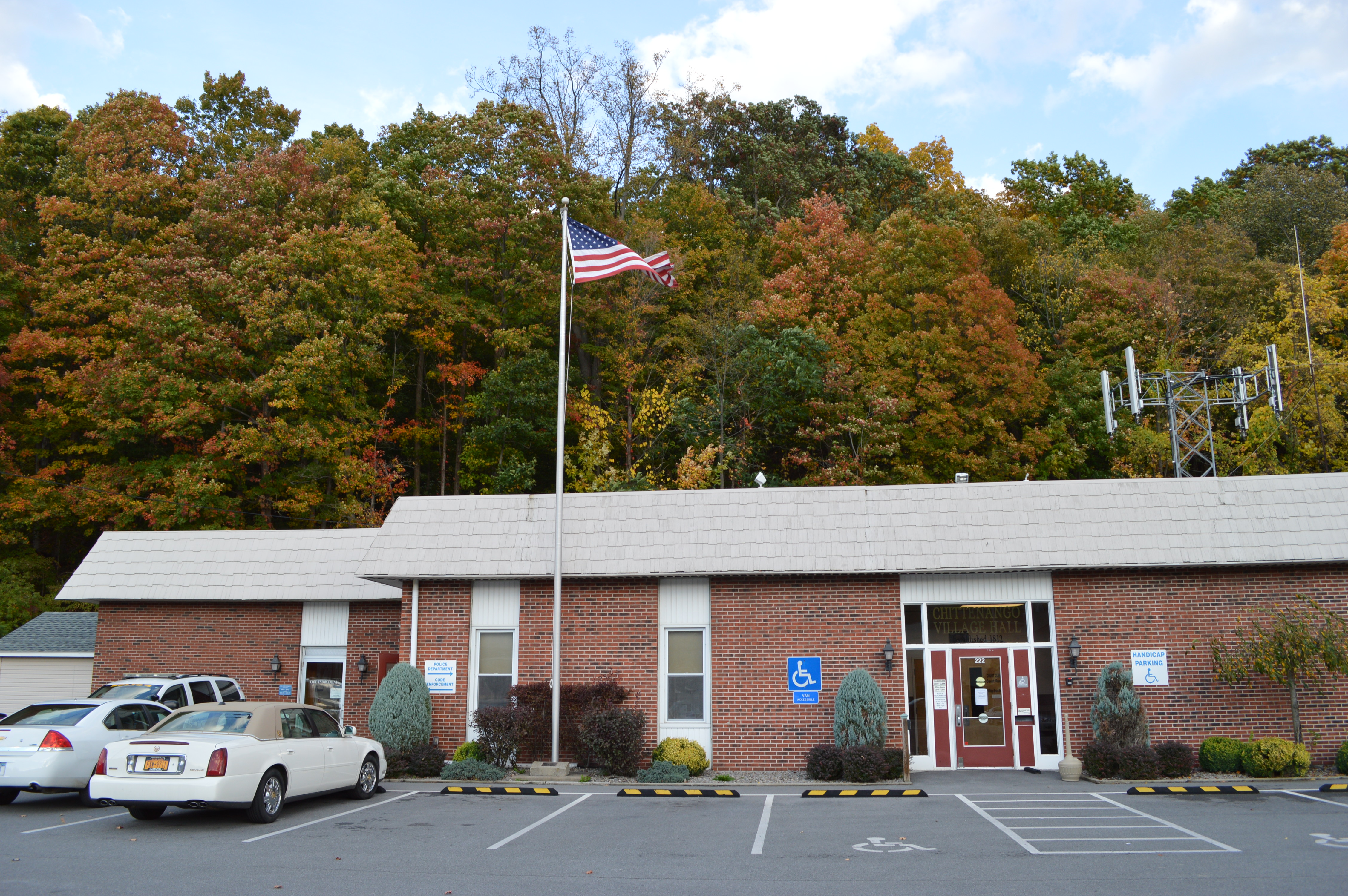
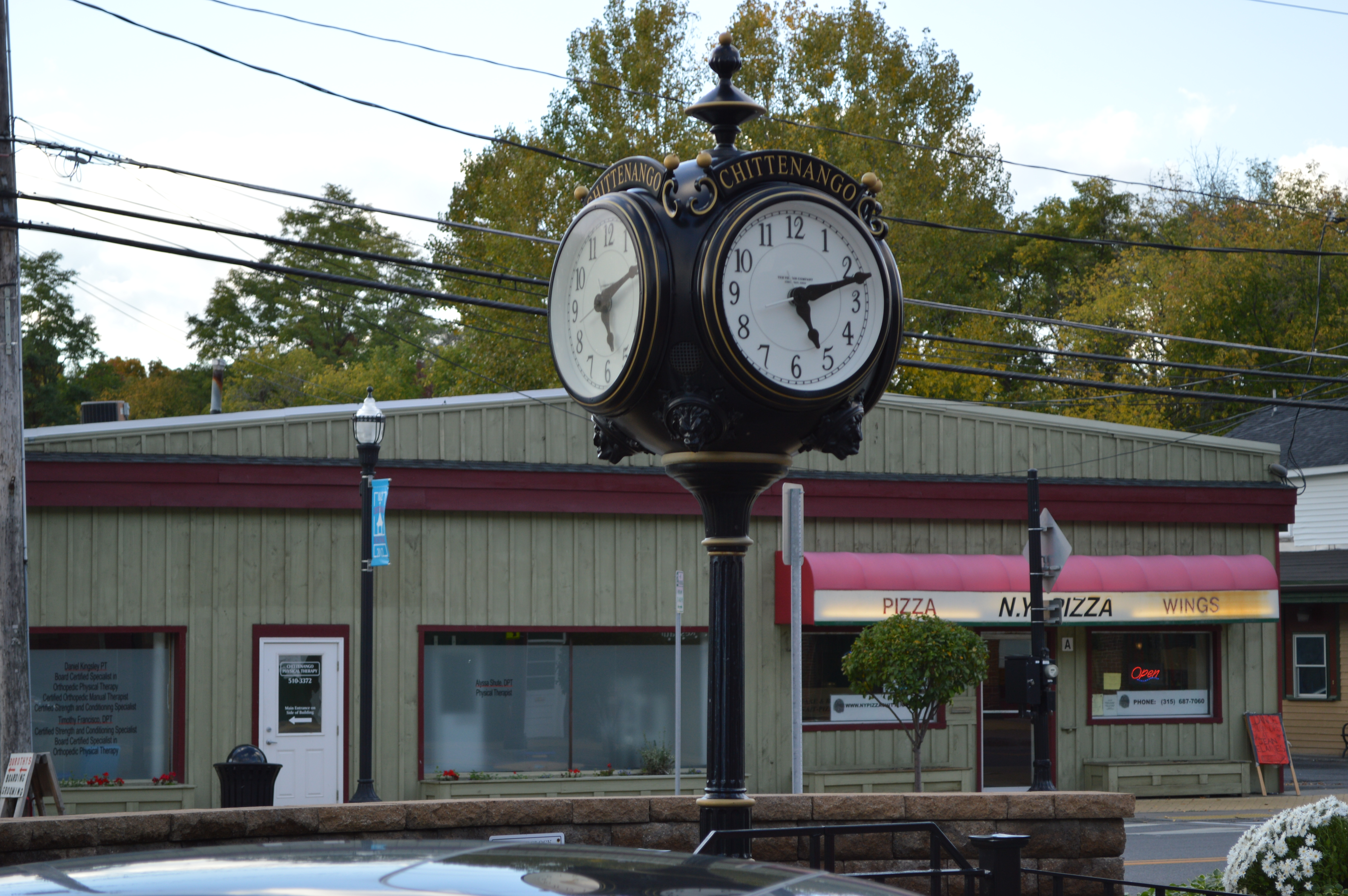

## أعلام
- ليمان فرانك بوم
- بوب هاتش
- ديف ميرا